# Trinomys moojeni
Trinomys moojeni är en gnagare i familjen lansråttor som förekommer i östra Brasilien.
Utbredningsområdet ligger i delstaten Minas Gerais. Gnagare lever i en upp till 1000 meter hög bergstrakt och den hittas i en nationalpark samt i andra skyddszoner. Regionen ligger vid gränsen mellan Atlantskogen och savannen Cerradon.
Förutom könorganen finns inga skillnader mellan hannar och honor. Antagligen sker fortplantningen under hela året.
Beståndet hotas av skogsröjningar, andra landskapsförändringar och bränder. Utbredningsområdet är uppskattningsvis 5000 km² stort. IUCN listar arten som starkt hotad (EN).